# George Lynch (basket-ball)
Pour les articles homonymes, voir George Lynch.
George Lynch, né le 3 septembre 1970 à Roanoke en Virginie, est un ancien joueur américain de basket-ball. Il évoluait aux postes d'ailier et d'ailier fort.